# Salva Mea
«Salva Mea» — дебютный сингл британской электронной группы Faithless, вышедший в июле 1995 года. В том же году композиция попала в танцевальные чарты, а в 1996-м, после ре-релиза, заняла 9-ю строчку в Великобритании. В США «Salva Mea» покорила Hot Dance Club Play дважды: в 96-м и в 97-м годах (в ремикшированном виде).
Альбомная версия длится более десяти минут и включает в себя вокал Дайдо и характерный рэп Maxi Jazz. «Way Out West Remix» вошёл в переиздание дебютного альбома Reverence / Irreverence, а также в сборник Insomnia: The Best of Faithless.
Версия, звучащая в видеоклипе («slow version»), основана на треке Faithless «The Scream», выпущенном в 1994 году самиздатом; она полностью выполнена в стиле трип-хоп и содержит более продолжительный текст.
Sister Bliss в 2010 году назвала «Salva Mea» «достаточно странной для 90-х годов»: «…симфония, переходящая в хип-хоп, а затем — в качающий хаус».
Название композиции подразумевает «Спаси меня» в переводе с латинского, однако фактически представляет собой «Спаси моё» («спаси меня» по-латыни — «Salvum me fac»).

## Список композиций
| №  | Название                         | Длительность |
| -- | -------------------------------- | ------------ |
| 1. | «Salva Mea» (radio version)      | 4:11         |
| 2. | «Salva Mea» (epic mix)           | 11:51        |
| 3. | «Salva Mea» (tuff remix)         | 9:37         |
| 4. | «Salva Mea» (Sister Bliss remix) | 8:43         |

| №  | Название                                 | Длительность |
| -- | ---------------------------------------- | ------------ |
| 1. | «Salva Mea» (voodoo mix By Jules Vernes) | 7:48         |
| 2. | «Salva Mea» (DJ Quicksilver remix)       | 6:51         |
| 3. | «Salva Mea» (Deep Gold mix)              | 9:29         |
| 4. | «Salva Mea» (Jazz Voice suspicious mix)  | 6:06         |

| №  | Название                       | Длительность |
| -- | ------------------------------ | ------------ |
| 1. | «Salva Mea» (radio edit)       | 4:36         |
| 2. | «Salva Mea» (epic mix)         | 11:51        |
| 3. | «Salva Mea» (Way Out West mix) | 7:48         |
| 4. | «Salva Mea» (slow version)     | 4:10         |
| 5. | «Salva Mea» (floating mix)     | 8:12         |

## Заимствование
- Частично использован семпл в композиции Энрике Иглесиаса «Dirty Dancer».

## Чарты
| Страна             | Чарт                                          | Позиция |
| ------------------ | --------------------------------------------- | ------- |
| Австрия            | Ö3 Austria Top 40                             | 9       |
| Бельгия (Валлония) | Ultratop 50                                   | 38      |
| Бельгия (Фландрия) | Ultratop 50                                   | 32      |
| Великобритания     | UK Singles Chart                              | 9       |
| Германия           | Media Control Charts                          | 5       |
| Европа             | Eurochart Hot 100                             | 17      |
| Ирландия           | IRMA                                          | 8       |
| Канада             | RPM                                           | 12      |
| Нидерланды         | Dutch Top 40                                  | 16      |
| Новая Зеландия     | Recorded Music NZ                             | 46      |
| США                | Hot Dance Club Songs                          | 1       |
| Франция            | Syndicat National de l'Édition Phonographique | 29      |
| Швейцария          | Schweizer Hitparade                           | 1       |
| Швеция             | Sverigetopplistan                             | 30      |